# Lucio Moreno Quintana
Lucio Manuel Moreno Quintana (Parijs, 31 augustus 1898 - Buenos Aires, 28 december 1979) was een Argentijns rechtsgeleerde en diplomaat. Hij was verbonden aan het Permanente Hof van Arbitrage en rechter van het Internationale Gerechtshof.

## Levensloop
Moreno werd als zoon van een Argentijns diplomaat in Parijs geboren. Zijn grootvader van moederszijde, Manuel Quintana, was van oktober 1904 tot aan zijn dood in maart 1906 president van Argentinië. Moreno studeerde rechten en voltooide zijn studie in 1919 met een doctorstitel aan de Universiteit van Buenos Aires.
In zijn werkzame leven was hij ondersecretaris voor het Ministerie van Buitenlandse Zaken. In 1946 leidde hij de Argentijnse delegatie tijdens de eerste Algemene Vergadering van de Verenigde Naties en in april van hetzelfde jaar was hij gedelegeerde tijdens de laatste vergadering van de Volkenbond in Genève.
Vanaf 1945 was hij lid van het Permanent Hof van Arbitrage in Den Haag. In dezelfde stad diende hij van 1955 tot 1964 als rechter van het Internationale Gerechtshof.

## Werk (selectie)
- 1950: Derecho internacional público: Sistema Nacional de Derecho y Política Internacional, als medeauteur, Buenos Aires
- 1952: Derecho de asilo, Buenos Aires
- 1955: Elementos de política internacional, Buenos Aires

- Gemeinsame Normdatei: 1055397841
- International Standard Name Identifier: 0000 0001 0936 0203
- Library of Congress Control Number: n87857489
- Nationale Bibliotheek van Israël: 987007332919305171
- Système universitaire de documentation: 088732533
- Virtual International Authority File: 111805698
- WorldCat: E39PBJhRKp8BGkTKf3cJBCj3cP